# Damien Wilkins
Pour les articles homonymes, voir Wilkins.
Damien Wilkins, né le 11 janvier 1980 à Washington, en Caroline du Nord aux États-Unis, est un joueur américain de basket-ball. Depuis 2012, il évolue au poste d'arrière avec les Sixers de Philadelphie. Il est le fils de l'ancien basketteur Gerald Wilkins et le neveu de Dominique Wilkins.

## Carrière
Il revient en NBA contre toute attente[évasif] à 37 ans. Il signe alors un contrat non-garanti avec les Pacers de l'Indiana, mais celui-ci sera rompu avant sa fin.